# Peter Schiønning
 Der er flere personer med dette navn, se Peter Schiønning (dommer).
Peter Christian Schiønning (15. august 1732 i København – 7. august 1813 sammesteds) var en dansk søofficer i Søetaten.

## Karriere
Peter Schiønning blev i 1746 optaget på Søkadetakademiet i København hvor han dels modtog teoretisk uddannelse i bl.a. navigation, matematik, artilleri, dans, fægtning og andre sømilitære færdigheder, dels på togter med kadetfregatten fik praktisk instruktion i sejlads og kommandoføring. Efter et togt til Middelhavet 1752-53 med fregatten Christiansborg i eskadren til Marokko (se Adam Frederik Lützow), blev han i 1755 udnævnt til sekondløjtnant. I de følgende år havde han dels sejlende tjeneste, dels opgaver i land som bl.a. interimsekvipagemester ved Dokken på Christianshavn. I 1758 forfremmedes han til premierløjtnant og i 1763 til kaptajnløjtnant. I årene 1763-69 var han beskæftiget med landtjeneste ved Holmens divisioner indtil han i 1769 blev udnævnt til kaptajn og året efter fik sit første selvstændige kommando som chef for fregatten Hvide Ørn, der var vagtskib i Øresund, hvilket han gentog i 1771.
9. oktober 1772 blev han i Helsingør gift med Maria Christine von Nägler (døbt 21. februar 1755 i København, død 23. januar 1827 sammesteds, datter af oberstløjtnant Jeremias von Nägler (ca. 1723-1804) og Sophia Elisabeth Bruun (ca. 1733-1799)), med hvem han fik en søn og to døtre. Drengen døde i en tidlig alder, men døtrene nåede begge voksen alder.
1773 fik han kommando over fregatten Søeridderen i eskadre og 1779 for fregatten Christiansø i eskadre, for hvilket togt han fik en glimrende anbefaling af skadrechefen, viceadmiral Carl Frederik le Sage de Fontenay.
I 1779 fik han ordre til at føre fregatten Bornholm til Algier med presenter og derfra videre til Vestindien, hvor Schiønning aktivt arbejdede for at beskytte handelen under Den nordamerikanske Frihedskrig. Engelske skibe antastede de danske skibe, men Schiønning fik dem afvist med håndfast optræden. På rejsen fik han også reddet fregatten i oktober samme år under en særlig hård orkan ved at kappe og stå til søs. Men på en rejse fra Guadeloupe til St. Thomas den 28. december 1780 blev konvojen af ti danske handelsskibe under hans beskyttelse opbragt af tre britiske kaperskibe (korvetter), som Schiønning antog for orlogsskibe. Den britiske flåde ønskede at visitere de danske skibe, hvilket Schiønning afslog og sejlede videre. Næste dag indhentede de britiske skibe de danske og gentog kravet, som atter blev afslået. Bornholm lå på det tidspunkt uden skibsmagt, medens englænderne havde
en position, der satte dem i stand til at beskyde fregatten langskibs agterfra, uden at nogen af dennes kanoner kunne bære, da agterste del af batteriet var indrettet til beboelse for chefen som under fredstid. Efter Schiønnings afvisning åbnede englænderne ild og beskadigede Bornholms rejsning, hvilket fik den danske kaptajn til at gå i panik og stryge flaget. Han blev nødt til at udlevere de danske handelsskibe, hvorefter han atter hejste flag og vimpel.

## Krigsret og kassation
Ved hjemkomsten til København i april 1781 blev Peter Schiønning straks arresteret, og en krigsret blev forberedt. Schiønning var blevet advaret af et anonymt brev, som han havde modtaget ud for Kronborg, men havde ingen intention om at flygte til udlandet.
Først blev der nedsat en kommisssion til at vurdere sagen. Dens medlemmer var Anthon Nicolaj le Sage de Fontenay, Ulrik Christian Kaas, Jørgen Balthazar Winterfeldt, generalauditør i Søetaten, professor og justitsråd Jacob Edvard Colbiørnsen og søkrigsprokurør og justitsråd Fogh. Schiønning skulle vælge sin forsvarsadvokat og fik mulighederne Peter Uldall, Johan Martin Schønheyder eller Christian Colbiørnsen, bror til Jacob Colbiørnsen. Schiønning valgte Christian Colbiørnsen, eftersom han vidste, at brødrene ikke var på god fod med hinanden, men Jacob Colbiørnsen blev nervøs over dette valg og fik af Kaas lov til at afvise valget. I stedet fik Schiønning tildelt Uldall som sin forsvarer.
Den egentlige krigsret, der begyndte sit virke den 20. juni, bestod af admiral Frederik Christian Kaas (præses), viceadmiralerne Simon Hooglant og Conrad von Schindel, kontreadmiralerne Ole Stephansen og Anthon Nicolaj de Fontenay, kommandør Schultz, kommandørkaptajnerne C. Birch, Andreas Henrik Stibolt og Christian Henrik de Thurah samt generalprokurør Christian Colbiørnsen.
Schiønning blev ved dom i november samme år "kasseret som uværdig til kongelig majestæts tjeneste", hvilket var en straf, der ikke fandtes i Søkrigsartiklerne. 11 dommere havde stemt for kassation, mens et mindretal på tre, bl.a. præses, stemte for dødsstraf.
Dybt skuffet og ydmyget flyttede Schiønning derefter til Vordingborg, hvorfra han med hustru og to døtre flyttede til Bagsværd i 1793. I Bagsværd boede familien indtil den britiske belejring af København i 1807, hvor deres hus brændte den 11. september, hvorefter familien flyttede tilbage til København. Fra 1786 og frem til sin død i en alder af 81 kæmpede Peter Schiønning for at blive rehabiliteret og få omstødt krigsrettens dom fra 1781, hvilket aldrig lykkedes. I 1789 fik han dog tilkendt en pension.
Schiønnings efterladte dagbøger vidner om, at han var et skarpt intellekt, ihærdig i sin kamp for rehabilitering og velorienteret om tidens strømninger. I 1782 købte han den franske encyclopædi.
Han er begravet på Assistens Kirkegård. På Frederiksborgmuseet findes et portræt af ham fra 1762, malet af Johan Hörner (deponeret på Orlogsmuseet). Dette museum har også en lang række portrætter af hans nærmeste familie, som gennem Schiønnings indsats også er bevaret til i vore dage.

## Betydning
Peter Schiønning er især interessant, fordi han hele livet igennem omhyggeligt førte dagbog, skrev essays og breve og samtidig lagde vægt på at bevare så mange kilder som overhovedet muligt til sin egen og sin slægts historie. Schiønnings efterladte dagbøger, breve, manuskripter og andre arkivalier hører til de mest omfattende borgerlige privatarkiver fra 1700-tallet i Danmark og giver et glimrende indblik i, hvad der beskæftigede et begavet menneske i datidens København og Danmark. Et eksempel fra hans dagbøger citeres i en beskrivelse af de kongeliges aftensejlads med musik af bl.a. Johan Henrik Freithoff 12. juli 1764.

## Selvbiografisk materiale
Hans efterladte dagbøger og journaler over læsning, havedyrkning, teaterforestillinger, osv. fylder sammen med skolebøger fra Søkadetakademiet, breve og budgetter og meget mere flere hyldemeter. Samlingen blev testamenteret til Universitetsbiblioteket og er siden overgået til Det Kongelige Bibliotek sammen med Universitetsbibliotekets øvrige håndskriftssamling.